# Tempo Hanseat
 (novembre 2021).
La mise en forme du texte ne suit pas les recommandations de Wikipédia : il faut le « wikifier ».
Les points d'amélioration suivants sont les cas les plus fréquents. Le détail des points à revoir est peut-être précisé sur la page de discussion.
- Les titres sont pré-formatés par le logiciel. Ils ne sont ni en capitales, ni en gras.
- Le texte ne doit pas être écrit en capitales (les noms de famille non plus), ni en gras, ni en italique, ni en « petit »…
- Le gras n'est utilisé que pour surligner le titre de l'article dans l'introduction, une seule fois.
- L'italique est rarement utilisé : mots en langue étrangère, titres d'œuvres, noms de bateaux, etc.
- Les citations ne sont pas en italique mais en corps de texte normal. Elles sont entourées par des guillemets français : « et ».
- Les listes à puces sont à éviter, des paragraphes rédigés étant largement préférés. Les tableaux sont à réserver à la présentation de données structurées (résultats, etc.).
- Les appels de note de bas de page (petits chiffres en exposant, introduits par l'outil «  Source ») sont à placer entre la fin de phrase et le point final[comme ça].
- Les liens internes (vers d'autres articles de Wikipédia) sont à choisir avec parcimonie. Créez des liens vers des articles approfondissant le sujet. Les termes génériques sans rapport avec le sujet sont à éviter, ainsi que les répétitions de liens vers un même terme.
- Les liens externes sont à placer uniquement dans une section « Liens externes », à la fin de l'article. Ces liens sont à choisir avec parcimonie suivant les règles définies. Si un lien sert de source à l'article, son insertion dans le texte est à faire par les notes de bas de page.
- La présentation des références doit suivre les conventions bibliographiques. Il est recommandé d'utiliser les modèles {{Ouvrage}}, {{Chapitre}}, {{Article}}, {{Lien web}} et/ou {{Bibliographie}}. Le mode d'édition visuel peut mettre en forme automatiquement les références.
- Insérer une infobox (cadre d'informations à droite) n'est pas obligatoire pour parachever la mise en page.

Pour une aide détaillée, merci de consulter Aide:Wikification.
Si vous pensez que ces points ont été résolus, vous pouvez retirer ce bandeau et améliorer la mise en forme d'un autre article.
 (décembre 2023).
Si vous disposez d'ouvrages ou d'articles de référence ou si vous connaissez des sites web de qualité traitant du thème abordé ici, merci de compléter l'article en donnant les références utiles à sa vérifiabilité et en les liant à la section « Notes et références ».
Le Tempo Hanseat est un véhicule motorisé à trois roues, présenté en 1949 par le constructeur allemand Tempo-Werke. Il est le dernier d'une lignée de modèles depuis 1928 avec le Tempo T1.
Le Tempo Hanseat a également été assemblé en Inde par Bachraj Trading Ltd à partir de 1951. Après l'arrêt de la production en Allemagne, en 1962, tout l'outillage a été transporté en Inde pour en poursuivre la fabrication locale par Bajaj Tempo, jusqu'en février 2000.
Des éléments du Tempo Hanseat ont continué à être fabriqués en Allemagne après 1956, pour l'exportation vers l'Inde, et il semble que quelques véhicules complets aient encore été vendus en Allemagne mais en 1962 l'ensemble de l'outil de production est exporté en Inde où la fabrication du véhicule s'est poursuivie jusqu'en février 2000.

## Histoire
Comme tous ses prédécesseurs depuis 1928, le Tempo Hanseat a été développé comme moyen de transport bon marché pour les petits entrepreneurs et les agriculteurs de l'Allemagne d'après-guerre. L'économie allemande avait été dévastée par la guerre et le pays était divisé entre les alliés, États-Unis, Royaume-Uni et France d'un côté et URSS de l'autre. À cette époque, le peuple allemand devait se satisfaire de moyens de transport sans fioritures, bon marché à l'achat comme en exploitation. La vitesse n'était pas essentielle car le véhicule remplaçait chevaux et calèches.
Ce type de triporteur a largement été favorisé par le gouvernement allemand qui, en 1928, a promulgué une loi par laquelle les véhicules à moteur de moins de quatre roues et d'une cylindrée inférieure à 200 centimètres cubes peuvent être conduits sans permis et sont détaxés,. Cette disposition a fait croître fortement la demande de ce type de véhicules.
Le Hanseat était une simple évolution d'un engin rudimentaire remontant à 1928, une moto à trois roues avec une petite benne à l'avant, le Tempo T1. Avec le temps, la benne s'est déplacée vers l'arrière, mais l'agencement à trois roues a été maintenu. Quelques versions fourgonnettes ont été construites mais l'essentiel de la production était représenté par la version pick-up. Un très grand nombre de pick-up a été transformé pour transporter des personnes avec l'adjonction de bancs dans la benne.
La Hanseat était équipé d'un moteur JLO deux cylindres en ligne de 396 cm³ à deux temps. À l'origine, le moteur développait une puissance de 12,5 ch à 4.500 tr/min, portée par la suite à 14 ch. Un moteur Heinkel a également été proposé, un deux cylindres à deux temps de 396 cm³, comme le JLO mais développant 15 ch. La puissance était transmise par une boîte de vitesses à 4 vitesses à la roue avant par le biais d'un entraînement par chaîne. Un moteur de 200 cm³ a également été proposé pour bénéficier de la loi de 1928. 
Le freinage était assuré par un système duplex de type «Perrot» qui fonctionnait comme un frein classique de moto, à main sur les trois roues. Les freins étaient activés par des câbles jusqu'aux roues.
La suspension avant comprenait un ressort hélicoïdal et des amortisseurs télescopiques. L'essieu arrière avait une suspension indépendante. Selon la version du moteur, les véhicules disposaient d'une charge utile de 500 kg ou 750 kg, 850 kg avec le moteur Heinkel de 15 ch.
Le Hanseat détient cinq records du monde d'endurance pour le « véhicule de livraison ouvert de moins de 200 cm³ ». Le record a été établi en 1934 sur la piste à grande vitesse Avus à Berlin à une vitesse moyenne de 54,1 km/h.

## Bajaj Tempo Hanseat
Sans un premier temps, le "Tempo Hanseat" a été assemblé en Inde par Bajaj Trading Ltd. dans son usine de Pune sous le nom Bajaj Tempo Hanseat à partir de 1951.
En 1958, la société Bajaj Tempo Motors est créée, avec une participation de 26% de Tempo-Werke, pour la production locale du Tempo Matador.
Après l'arrêt de la production du Hanseat en Allemagne en 1962, tout l'outillage est exporté en Inde et la production du véhicule va être augmentée. Il sera fabriqué localement jusqu'en février 2000. 
En 1968, le groupe Firodia Ltd, premier constructeur automobile indien de fourgons, rachète Bajaj Tempo qui est renommé Force Motors en 2005.
Bien qu'homologué comme tricycle transporteur de marchandises, les possesseurs indiens du Hanseat l'ont rapidement modifié en dotant la benne arrière de bancs et d'une toile sur des arceaux pour accueillir des passagers. En 2016, on pouvait encore voir certains d'entre eux faire office de taxi dans l'Inde rurale. Ils ont été particulièrement populaires dans deux États de l'Inde, l'Uttar Pradesh (État du Nord) et le Madhya Pradesh (État central) où ils ont transporté des passagers non seulement dans les zones rurales mais aussi dans les capitales Lucknow et Bhopal. 
En raison de leur esthétique très particulière avec ce long capot avant, faisant office de compartiment moteur, les Hanseat étaient familièrement surnommés «Soonwars» cochons.
Dès le début de sa commercialisation, les moteurs à essence Heinkel, gourmands en carburant, ont été remplacés par des moteurs diesel provenant, entre autres, de pompes d'irrigation. Ces moteurs n'avaient pas de moteur de démarrage et devaient être démarrés en tirant la corde enroulée autour de la poulie de démarrage.
En 1978, le constructeur indien a remplacé le moteur essence Heinkel par un moteur diesel monocylindre Lombardini.